# Chiesa di San Michele Arcangelo (Neviano degli Arduini, Lupazzano)
La chiesa di San Michele Arcangelo è un luogo di culto cattolico dalle forme barocche, situato in strada San Michele a Lupazzano, frazione di Neviano degli Arduini, in provincia e diocesi di Parma; è sede di una parrocchia compresa nella zona pastorale della Montagna.

## Storia
Il luogo di culto originario fu eretto in epoca medievale; la più antica testimonianza della sua esistenza risale al 1063, quando gli Attoni di Antesica donarono il territorio di Lupazzano, con la cappella, al monastero di San Prospero di Reggio.
Il 13 febbraio 1137 l'Ecclesiam Sancti Michaelis de Luvazzano fu menzionata in un diploma dell'imperatore del Sacro Romano Impero Lotario II di Supplimburgo tra i beni appartenenti al monastero di San Prospero. La cappella di Luvaciano fu citata anche tre anni dopo, il 18 novembre 1140, in un documento del vescovo di Parma Lanfranco, col quale concesse all'abate di San Prospero la facoltà di nomina del sacerdote.
Il 9 gennaio 1228 il papa Gregorio IX con una bolla confermò al monastero il possesso di numerosi beni, tra cui l'Ecclesiam S. Michaelis de Lovazzano.
Nel 1230 l'Ecclesie S. Michaelis de Lovazano fu menzionata nel Capitulum seu Rotulus Decimarum della diocesi di Parma tra le dipendenze del monastero di San Prospero, pur trovandosi all'interno del territorio amministrato dalla pieve di Sasso.
Gli abati di San Prospero mantennero fino al 1556 i diritti sulla cappella, che nel 1564 fu elevata a sede parrocchiale autonoma.
All'epoca, a causa di una frana che interessò la località Torrione, la struttura cadde in rovina e fu demolita; su decisione del vescovo Ferdinando Farnese, le funzioni iniziarono a essere svolte all'interno dell'oratorio di San Rocco, appartenente in beneficio ecclesiastico ai nobili Borri, mentre nel campo di San Rocco furono avviati i lavori di costruzione di una nuova chiesa, che fu completata nel 1694.
Nel 1744 fu edificato il campanile.
Nella prima metà del XIX secolo furono rimosse la sepolture dalla navata e dal sagrato, che furono abbassati di quota; nel 1846 fu aggiunto di fronte alla facciata un pilastro votivo in pietra.
Nel 1946 gli interni furono decorati con affreschi dal pittore Emanuele Quintavalla.
Il 9 novembre 1983 un terremoto provocò numerosi danni alla chiesa, che nei cinque anni seguenti fu consolidata e restaurata.
Il 23 dicembre 2008 una nuova forte scossa interessò la zona e nel 2012 l'edificio fu rinforzato strutturalmente e risistemato.

## Descrizione

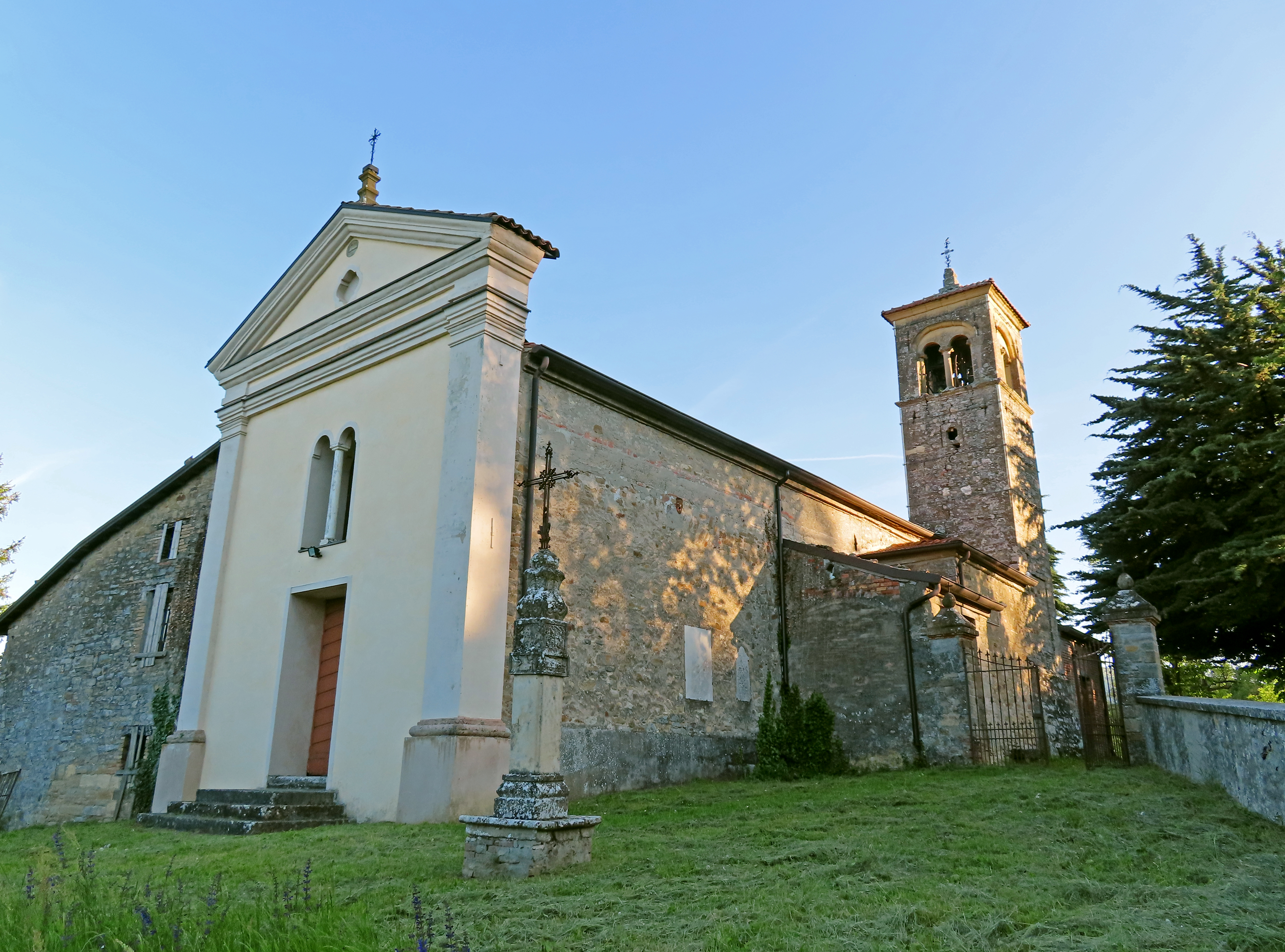
Facciata e lato nord-ovest

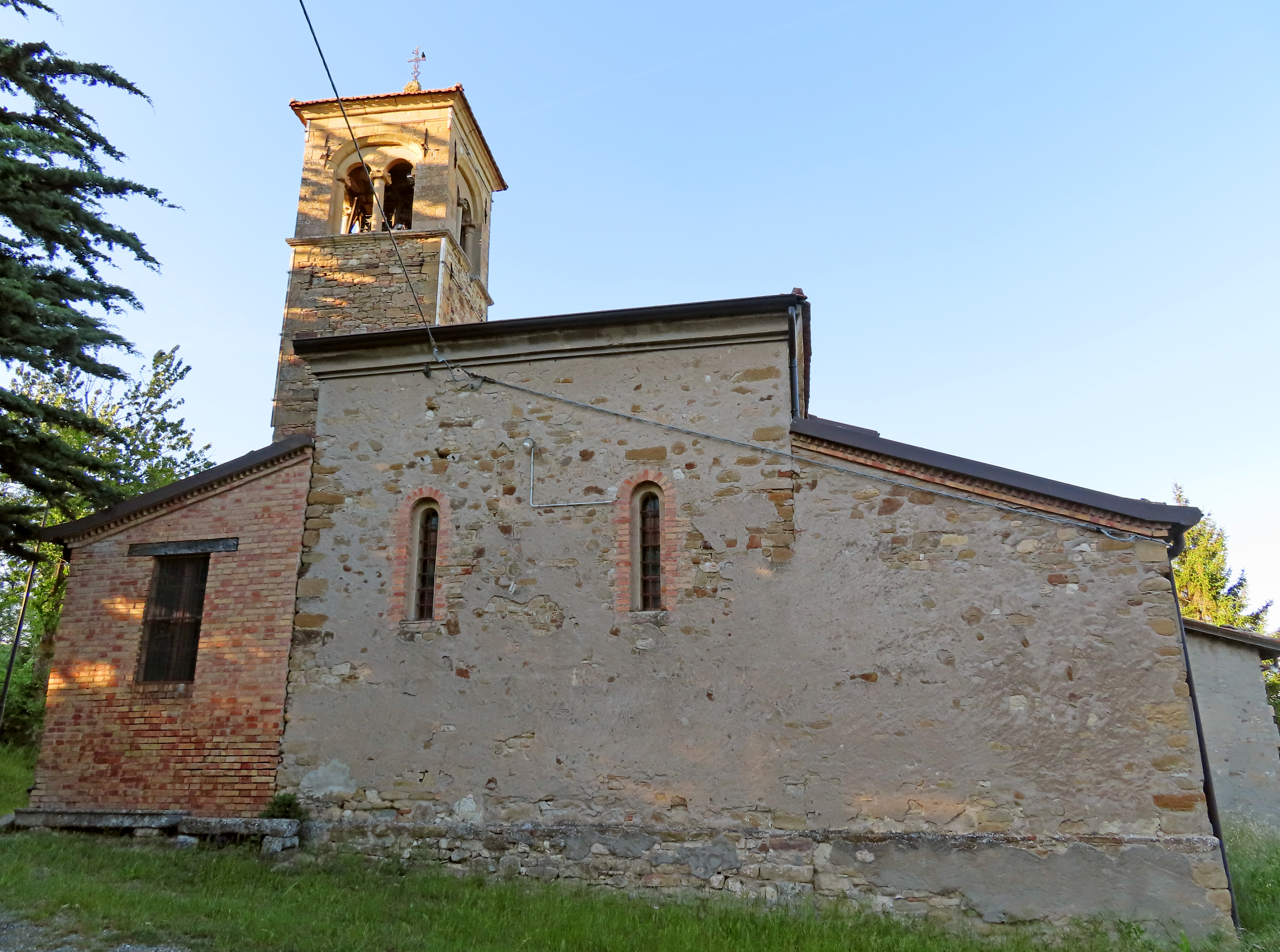
Retro

La chiesa si sviluppa su un impianto a navata unica affiancata da una cappella per lato, con ingresso a nord-est e presbiterio a sud-ovest.
La simmetrica facciata a capanna, interamente intonacata, è delimitata da due lesene doriche; al centro, preceduto da una breve scalinata, è collocato il portale d'ingresso principale, sormontato da una bifora con colonnina centrale; in sommità si staglia un ampio frontone triangolare, al cui interno è posto un piccolo oculo polilobato.
Dal fianco sinistro aggettano la canonica e la sagrestia, mentre sul lato opposto si apre, coperto da un portico, il portale d'ingresso secondario; in adiacenza si eleva su un alto basamento a scarpa il campanile in pietra, la cui cella campanaria si affaccia sulle quattro fronti attraverso ampie bifore ad arco a tutto sesto.
All'interno la navata, coperta da una volta a botte dipinta con un motivo a finti cassettoni, è scandita lateralmente da una serie di lesene doriche, a sostegno del cornicione perimetrale in aggetto; le cappelle, chiuse superiormente da volte a botte, si affacciano sull'aula attraverso ampie arcate a tutto sesto.
Il presbiterio, lievemente sopraelevato, è preceduto dall'arco trionfale; l'ambiente, coronato da una volta a botte lunettata affrescata, accoglie l'altare maggiore marmoreo a mensa, aggiunto intorno al 1980; sul fondo, sopra al coro ligneo, si staglia, tra due alte monofore, l'ancona scolpita del 1630 contenente la pala settecentesca raffigurante la Madonna col Bambino e i santi Giuseppe, Michele e Antonio da Padova; ai lati sono collocati gli ovali riproducenti Sant'Antonio abate e San Vincenzo Ferreri, eseguiti probabilmente da Antonio Rosati vrso il 1778.
La chiesa conserva varie opere di pregio, tra cui un dipinto settecentesco rappresentante l'Angelo custode coi santi Pietro, Maddalena e Agostino, l'antica Via Crucis e una credenza risalente alla prima metà del XVIII secolo.